# Lagrave
Lagrave (okzitanisch La Grava) ist eine französische Gemeinde mit 2.275 Einwohnern (Stand: 1. Januar 2022) im Département Tarn in der Region Okzitanien. Lagrave gehört zum Arrondissement Albi und zum Kanton Les Deux Rives. Die Einwohner werden Lagravois und Lagravoises genannt.

## Geographie
Lagrave liegt etwa 56 Kilometer nordöstlich von Toulouse und etwa 13 Kilometer westsüdwestlich von Albi am Tarn. Umgeben wird Lagrave von den Nachbargemeinden Rivières im Norden und Nordwesten, Labastide-de-Lévis im Norden und Nordosten, Marssac-sur-Tarn im Osten und Nordosten, Florentin im Südosten, Cadalen im Süden sowie Brens im Westen.
Durch die Gemeinde führt die Autoroute A68.

## Bevölkerungsentwicklung
| 1962                       | 1968 | 1975 | 1982 | 1990 | 1999 | 2006 | 2018 |
| -------------------------- | ---- | ---- | ---- | ---- | ---- | ---- | ---- |
| 561                        | 618  | 630  | 816  | 940  | 1264 | 1661 | 2153 |
| Quellen: Cassini und INSEE |      |      |      |      |      |      |      |

## Sehenswürdigkeiten

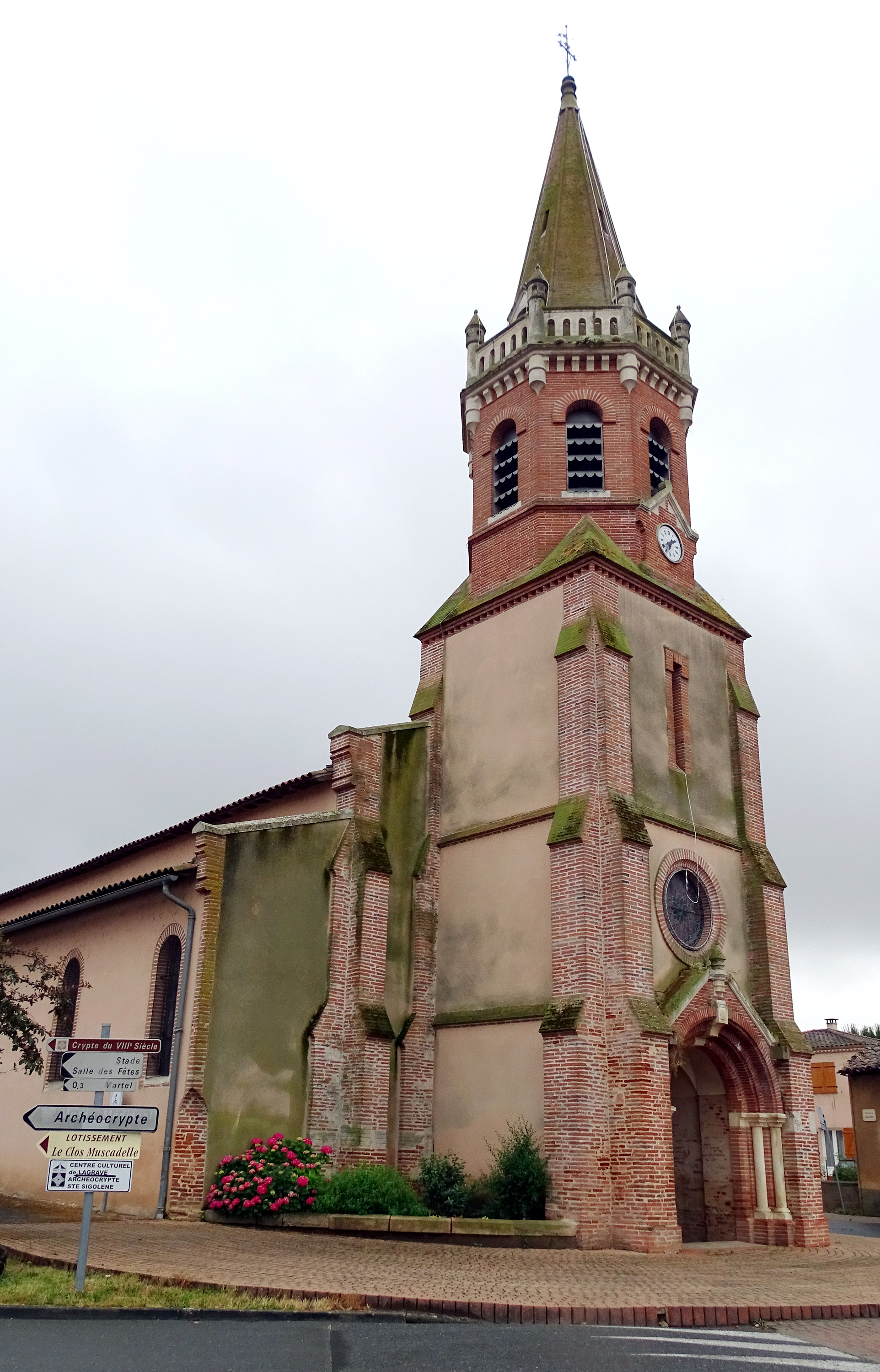
Kirche Sainte-Sigolène
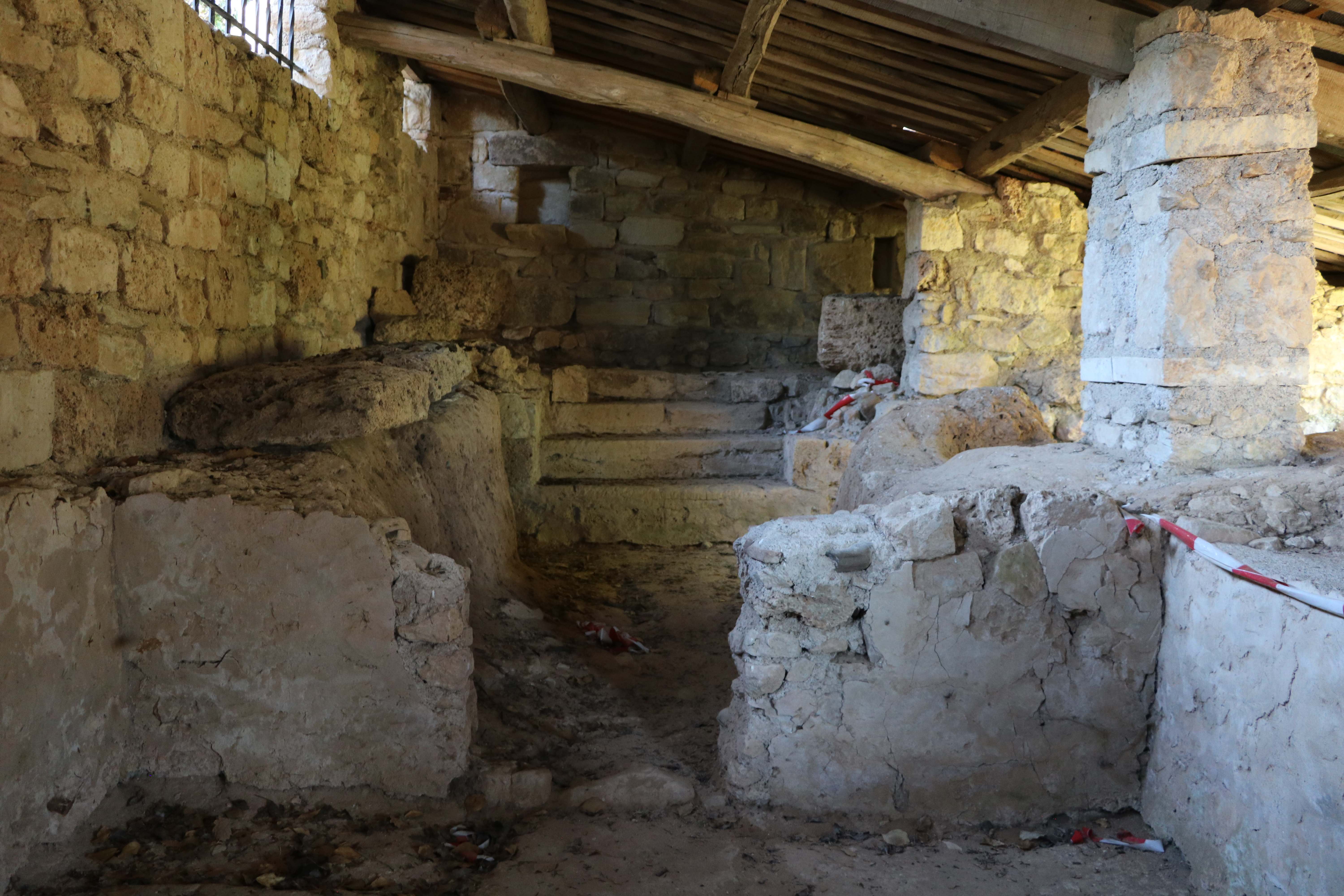
Krypta

- Archäologische Grabungsstätte Sainte-Sigolene (seit 1994 als Monument historique klassifiziert): Grab der heiligen Siglind von Troclar und Reste der früheren Klosteranlage aus dem siebten Jahrhundert
- Taubenschlag

- Kirche Sainte-Sigolène
- Krypta